# Lezárások, kezdetek
A Lezárások, kezdetek (eredeti cím: Endings, Beginnings) 2019-ben bemutatott romantikus filmdráma, amelyet Drake Doremus és Jardine Libaire forgatókönyvéből Doremus rendezett. A főbb szerepekben Shailene Woodley, Jamie Dornan, Sebastian Stan és Matthew Gray Gubler látható.
Világpremierje a Torontói Nemzetközi Filmfesztiválon volt 2019. szeptember 8-án. Az Amerikai Egyesült Államokban 2020. április 17-én mutatta be Samuel Goldwyn Films.

## Cselekmény
A harmincas éveiben járó Daphne, aki nemrég szakított Adriannal, még mindig nehezen dolgozza fel a történteket. Beköltözik nővére, Billie medenceházába, és otthagyja a munkahelyét. Egy barátja tanácsára úgy dönt, hogy hat hónapos szünetet tart az alkoholtól és a férfiaktól, mivel úgy érzi, négy évet pazarolt el a kapcsolatára.  
Karácsonykor meglátogatja édesanyját, Sue-t, de a kapcsolatuk feszült és távoli. Sue európai partnerével, Karllal él, nem követi lánya életét, nem mutat együttérzést a szakítása miatt, és végül neki ajándékozza a saját jegygyűrűjét. Billie szilveszteri buliján Daphne megismerkedik Frankkel és Jackkel. Mindketten flörtölnek vele, de teljesen különbözőek. Frank egy szabad szellemű, kiszámíthatatlan rosszfiú, aki mindig készen áll a kalandra. Jack ezzel szemben komoly, intelligens, érzékeny író és akadémikus. Daphne és Jack együtt töltik az estét, órákon át beszélgetnek. Közben Frank is felkeresi őt, ragaszkodik hozzá, hogy találkozzanak. Féltékeny, mert Jack folyamatosan róla beszél. Frank nemcsak itallal kínálja Daphne-t, hanem el is csábítja. Másnap Daphne közli vele, hogy nem akarja, hogy ő legyen az éket verő tényező Jack és közte.  
Miközben a kis unokahúgával hazatér, tanúja lesz, ahogy nővére és sógora veszekednek. Ez csak tovább mélyíti az egykor idealista Daphne kiábrándultságát a hosszú távú szerelemmel kapcsolatban. Úgy dönt, hogy elzálogosítja az anyjától kapott gyűrűt, mivel az valójában egy bigámista apától származott. Ekkor üzenetet kap Jedtől, a volt főnökétől, aki bocsánatot kér tőle azért, mert lefeküdt vele – ami valószínűleg közrejátszott abban, hogy szakított Adriannal és otthagyta a munkáját.
Mivel képtelen választani Jack és Frank között – két szinte teljesen ellentétes férfi között –, Daphne folyamatosan ingázik kettejük között. Élvezi, hogy mindketten másként látják őt, mintha különböző verzióit próbálná ki önmagának, hogy kiderüljön, milyen élet várhat rá. Jack mellett Daphne szinte összeköltözik vele: otthon filmeznek és hosszú beszélgetéseket folytatnak. Közben azonban folyamatosan üzeneteket vált Frankkel. Miután Daphne egy saját lakásba költözik, ahol nem tarthat háziállatot, Frank váratlanul megjelenik, miközben Jack távol van. Azzal az ürüggyel, hogy elutazik, és nem tudja magával vinni a kutyáját, egyszerűen ráhagyja Daphne-ra. Pár perccel később azonban visszatér, és újabb szenvedélyes éjszakát töltenek együtt. Frank és Daphne végül együtt töltik a hétvégét, és egy északi vidéki autós kirándulásra indulnak. Egy olyan házibuliban vesznek részt, ahol Frank olyan barátaival van együtt, akiket Jack nem ismer. Daphne két órás késéssel érkezik meg nővére babaváró bulijára, ahol több nő a háta mögött kibeszéli őt.  
Jack visszatér, és kettejük kapcsolata folytatódik. Egy este elmennek táncolni, és amikor Daphne meglátja Jedet, azt javasolja Jacknek, hogy menjenek el, de nem mondja el, miért. Hetekkel később, mivel reggelente rosszullétek gyötrik, Daphne terhességi tesztet csinál. Miután nőgyógyász is megerősíti az eredményt, közli Jackkel a hírt: gyereket vár. Bár Jack az első találkozásukkor még azt mondta, hogy nem akar gyereket, a hír hallatán nagyon boldog. Azonban amikor Daphne bevallja, hogy a baba akár Franké is lehet, Jack összetörik, és megkéri, hogy menjen el. Miután mindketten átgondolják a helyzetet, újra találkoznak, és Daphne elmondja, hogy vállalja a felelősséget a tetteiért. Jack örül Daphne elhatározásának, de nem tudja feldolgozni az árulás érzését.  
Sue és Karl összeházasodnak, és az esküvői fogadáson Daphne és az anyja összekülönböznek. Később, amikor kettesben beszélgetnek, Sue bevallja, hogy lányaik felnevelése során egyik férfitól a másikhoz sodródott, mert abban reménykedett, hogy így teremthet stabilitást számukra.  
Daphne végre felveszi a kapcsolatot korábbi munkahelye HR-osztályával, és elmagyarázza, hogy azért távozott olyan hirtelen, mert főnöke, Jed, nem megfelelően viselkedett vele. Öt és fél hónapos terhesen vásárolni indul, és váratlanul összefut Frankkel, akivel a közösen töltött hétvége óta nem találkozott. Frank meglepődik, amikor meglátja Daphne gömbölyödő hasát. Daphne próbálta elérni őt, de Frank azóta már nem is tartja a kapcsolatot Jackkel. Később Frank üzenetet küld Daphne-nak, hogy találkozzanak. Bár először kicsit zavarban van, végül azt mondja, hogy szeretne apa lenni. Daphne és Sue végül kibékülnek, és még Adriantól is kap egy bátorító üzenetet.

## Szereplők
| Szerep   | Színész             | Magyar hang       |
| -------- | ------------------- | ----------------- |
| Daphne   | Shailene Woodley    | Lovas Rozi        |
| Jack     | Jamie Dornan        | Szatory Dávid     |
| Frank    | Sebastian Stan      | Simon Kornél      |
| Adrian   | Matthew Gray Gubler | Pál Tamás         |
| Billie   | Lindsay Sloane      | Mohácsi Nóra      |
| Jed      | Ben Esler           |                   |
| Jonathan | Shamier Anderson    |                   |
| Noureen  | Noureen DeWulf      | Kis-Kovács Luca   |
| Sue      | Wendie Malick       | Csere Ágnes       |
| Ingrid   | Kyra Sedgwick       | Farkasinszky Edit |
| Abigail  | Janice LeAnn Brown  | Prokópius Maja    |
| Chris    | Sherry Cola         |                   |
| Graham   | Jonathan Freeman    |                   |
| Fred     | Kai Lennox          |                   |

### Magyar változat
- Bemondó: Endrédi Máté
- Magyar szöveg: Moduna Zsuzsa
- Hangmérnök: Weichinger Kálmán
- Vágó: Kránitz Bence
- Gyártásvezető: Derzsi Kovács Éva
- Szinkronrendező: Dezsőffy Rajz Katalin
- Produkciós vezető: Marjay Szabina

A szinkront az SDI Media Hungary készítette el.

## A film készítése
2018 októberében jelentették be, hogy megkezdődött Drake Doremus következő filmtervének forgatása, amelyet Jardine Libaire íróval közösen írt Los Angelesben. Shailene Woodley, Jamie Dornan, Sebastian Stan, Matthew Gray Gubler, Lindsay Sloane és Shamier Anderson kapták a főszerepet. 2018 novemberében Sherry Cola csatlakozott a szereplőgárdához.

## Bemutató
A film világpremierje a Torontói Nemzetközi Filmfesztiválon volt 2019. szeptember 8-án. Nem sokkal később a Samuel Goldwyn Films megszerezte a film forgalmazási jogait. Az eredeti tervek szerint 2020. május 1-jén került volna a mozikba. 2020. március 26-án a COVID-19 világjárvány miatt a filmet előrehozták és 2020. április 17-én digitálisan megjelentették.